# Anděl zkázy (opera)
Anděl zkázy (v anglickém originále The Exterminating Angel) je třetí a zatím poslední operou soudobého britského skladatele Thomase Adèse. Vznikla coby transformace filmu El ángel exterminador Luise Buñuela na společnou zakázku salcburského festivalu, Královské opery v Londýně i v Kodani a newyorské Metropolitní opery. Poprvé byla uvedena na Salcburském festivalu 28. července 2016. Na jaře 2017 ji ve stejném obsazení viděl Londýn. Díky kinopřenosům MET ji v roce 2017 mohli vidět též diváci v ČR. Všechna tato uvedení dirigoval sám skladatel.

## Ocenění
Opera se může pyšnit vítězstvím v kategorii Premiéra roku 2017 z prestižní soutěže International Opera Awards.

## Charakteristika díla
Dílo působí jako jeden velký ansámbl pro patnáct sólistů, trvající 150 minut čistého času. Z nepřetržitého toku replik se vyčleňují jen tři ucelenější sólové pasáže, Blančina píseň „Over the Sea“, Silviina ukolébavka a Leticiin hymnus na Sion. Hudebně zajímavé jsou obě orchestrální mezihry, první pro Martenotovy vlny a šest perkusionistů off stage, druhá pro dvoje minihousličky a opět pro Martenotovy vlny.

## Stručné shrnutí děje opery
Základní dějový rámec tvoří noblesní společnost třinácti lidí a jednoho majordoma, která se sejde po návštěvě opery na večeři u zámožného manželského páru za účasti titulní představitelky Lucie z Lammermooru a dirigenta. Postupně zjistí, že z neznámých důvodů nedokážou opustit luxusní salón svých hostitelů. Bez vody a začnou všichni propadat panice a proměňují se v barbary. Mrtvolu muže, který bez lékařské pomoci zemřel, nacpou zbylí hosté do skříně, snoubenci po jediné společně strávené noci spáchají na toaletě sebevraždu a ti, kteří zbyli, jsou ochotní obětovat pro svou záchranu i život svého hostitele.